# آلن اسکات
آلن اسکات (انگلیسی: Allan Scott؛ زاده ۲۳ مهٔ ۱۹۰۶ درگذشته ۱۳ آوریل ۱۹۹۵) یک فیلم‌نامه‌نویس اهل ایالات متحده آمریکا بود.
از فیلم‌هایی که وی در آن‌ها نقش داشته است، می‌توان به دختر دانا اشاره نمود.